# Umbellula lindahli
Umbellula lindahli är en korallart som beskrevs av Rudolf Albert von Kölliker 1875. Umbellula lindahli ingår i släktet Umbellula och familjen Umbellulidae. Inga underarter finns listade i Catalogue of Life.